# 滋養強壮
| ウィキペディアには「滋養強壮」という見出しの百科事典記事はありません（タイトルに「滋養強壮」を含むページの一覧/「滋養強壮」で始まるページの一覧）。 代わりにウィクショナリーのページ「滋養強壮」が役に立つかもしれません。 |